# Picacho del Diablo
El Picacho del Diablo es una formación de montaña ubicada en el extremo norte del municipio San Diego, Carabobo, Venezuela. A una altitud de 1.766 m s. n. m. el Picacho del Diablo es una de las montañas más altas en Carabobo. Constituye parte del límite suroeste del parque nacional Henri Pittier a poca distancia del límite este del parque nacional San Esteban.

## Ubicación
El Picacho del Diablo se encuentra al norte de la ciudad de San Diego. Está ubicado en la falda sur del Henri Pittier. Al norte se continúa con el Cerro Villalonga hasta llegar al Mar Caribe por la bahía de Patanemo.